# Vitry-en-Artois
Vitry-en-Artois é uma comuna francesa na região administrativa de Altos da França, no departamento de Pas-de-Calais. Estende-se por uma área de 18,78 km². Em 2010 a comuna tinha 4 727 habitantes (densidade: 251,7 hab./km²).